# Lophochernes persulcatus
Lophochernes persulcatus är en spindeldjursart som först beskrevs av Simon 1890.  Lophochernes persulcatus ingår i släktet Lophochernes och familjen tvåögonklokrypare. Inga underarter finns listade i Catalogue of Life.